# Albuca robertsoniana
Albuca robertsoniana är en sparrisväxtart som beskrevs av U.Müll.-doblies. Albuca robertsoniana ingår i släktet Albuca och familjen sparrisväxter. Inga underarter finns listade i Catalogue of Life.